# Syrië van A tot Z

Locatie van Syrië

## A
Michel Aflaq -
Ajjoebiden -
Akkad -
Aleppo -
Alevieten -
Khalaf Ali Alkhalaf -
Ghayath Almadhoun -
Amorieten -
Anti-Libanon -
Arabieren -
Arabisch -
Arabisch-Israëlische Oorlog van 1948 -
Aram -
Arameeërs -
Aramees -
Armeniërs -
Asmahan-
Bashar al-Assad -
Hafez al-Assad -
Assadmeer -
Assyrië-
Farid al-Atrash

## B
Arabische Socialistische Ba'ath-partij -
Ba'ath-partij (Syrisch-geleide factie) -
Arabische Socialistische Ba'ath-partij (Syrië) -
Tell Beydar -
Tell Brak -
Bosra

## C
Citadel van Damascus -
Conferentie van San Remo

## D
Damascus -
Damast -
Druzen

## E
Ebla -
Eufraat

## F
Tell Fecheriye -
Tell Fray

## G
Hesna Al Ghaoui -
John George -
Geschiedenis van Syrië -
Golanhoogten -
Grote moskee van Damascus

## H
Yassin al-Haj Saleh -
Hama -
Taim Hasan -
Hermonberg -
Hethieten -
Homat el Diyar -
Homs

## I
Igraa -
Isaac van Syrië - ISO 3166-2:SY

## J
Qal'at Ja'bar -
Salah Jadid -
Diana El Jeiroudi  -
Jerf el Ahmar -
Jom Kipoeroorlog -
Jordaan

## K
Daad Kajo -
Ahmed al-Katib -
Khaled Khalifa -
Koerden -
Krak des Chevaliers

## L
Latakia -
Tell Leilan -
Levant -
Libanon (gebergte) -
Lijst van staatshoofden van Syrië sinds de onafhankelijkheid

## M
Aboe l-ʿAlaa al-Maʿarri-
Mesopotamië -
Usâma ibn Munqidh - 
Mureybet

## N
Orwa Nyrabia -
Nosairi-gebergte

## O
Omajjaden -
Orontes -
Ottomaanse Rijk

## P
Palmyra -
Panarabisme

## Q
Qal'at Najm

## R
Mouhamed Rasho

## S
Saladin -
Ali Ahmad Sa'id - 
Seleucia -
Seleuciden -
Soennisme -
Wafa Sultan -
Syria -
Syrië -
Syrisch -
Syrisch-orthodoxe Kerk van Antiochië -
Syrisch pond -
Syrische Socialistische Nationale Partij -
Syrische presidentsverkiezingen 2014

## T
Tabqadam -
Nisreen Tafesh -
Tishrindam -
Tsjerkessen

## U
Ugarit -
Universiteit van Damascus -
Urkesh

## V
Verenigde Arabische Republiek (VAR) -
Vlag van Syrië

## Y
Samar Yazbek

## Z
Zenobia -
Zesdaagse Oorlog